# Arhopala palawanica
Arhopala palawanica är en fjärilsart som beskrevs av Hayashi 1976. Arhopala palawanica ingår i släktet Arhopala och familjen juvelvingar. Inga underarter finns listade i Catalogue of Life.